# Siêu cúp Bóng đá Quốc gia 2018
Siêu cúp Bóng đá Quốc gia – Cúp THACO năm 2018 (tiếng Anh: THACO Super Cup 2018) là trận bóng đá diễn ra lần thứ 20 của Siêu cúp Bóng đá Quốc gia. Trận đấu diễn ra vào ngày 16 tháng 2 năm 2019 giữa hai đội bóng Hà Nội FC (vô địch V.League 2018) và Becamex Bình Dương (vô địch Cúp Quốc gia 2018) trên Sân vận động Hàng Đẫy. Hà Nội FC đã giành Siêu cúp sau khi đánh bại Becamex Bình Dương với tỷ số 2-0 với cả hai bàn thắng của đội bóng Thủ đô đều ghi công ngoại binh nhập tịch Hoàng Vũ Samson.

## Trước trận
Siêu cúp Bóng đá Quốc gia – Cúp THACO năm 2018 là trận Siêu Cúp lần thứ 20, đánh dấu chặng đường 20 năm kể từ khi Liên đoàn Bóng đá Việt Nam quyết định tổ chức trận đấu theo sáng kiến của báo Tiền Phong và giao cho báo Tiền Phong phối hợp thực hiện.
Trận tranh Siêu cúp Quốc gia năm 2018 sẽ là cuộc đọ sức giữa đương kim vô địch V.League, Hà Nội FC và nhà vô địch Cúp Quốc gia, Becamex Bình Dương vào lúc 16 giờ ngày 16 tháng 2 năm 2019 tại sân Hàng Đẫy (Hà Nội).
Nếu giành chiến thắng, Becamex Bình Dương không chỉ được nâng cao Siêu cúp Quốc gia 2018 mà còn đi vào lịch sử với tỷ lệ giành chiến thắng 100% trong cả năm lần góp mặt. Trong khi đó, với Hà Nội FC, nếu giành chiến thắng, đội bóng Thủ đô sẽ có danh hiệu Siêu cúp Quốc gia thứ hai sau lần đầu năm 2010.

## Điều lệ trận đấu
- Hai đội bóng thi đấu theo thể thức loại trực tiếp một trận, Nếu sau 90 phút thi đấu chính thức tỷ số hoà, sẽ thi đấu luân lưu 11m để xác định đội thắng.
- Mỗi đội chỉ được sử dụng 3 cầu thủ nước ngoài và 1 cầu thủ nhập tịch khi đăng ký thi đấu chính thức trên sân.

## Nhà tài trợ
- Đơn vị tổ chức trận đấu: VPF
- Đơn vị đăng cai trận đấu: Công ty Cổ phần Thể thao T&T
- Tài trợ kim cương: THACO
- Tài trợ vàng: KINHBAC City
- Tài trợ bạc: BIDV, Vietjet Air
- Tài trợ đồng kiêm Nhà tài trợ trang phục: Công ty Cổ phần Động Lực
- Đơn vị tổ chức trận đấu: Báo Tiền Phong.

## Giải thưởng
- Đội thắng: 300.000.000 VND
- Đội thua: 200.000.000 VND
- Cầu thủ ghi bàn thắng đầu tiên của trận đấu: 10.000.000 VND
- Cầu thủ xuất sắc nhất trận đấu: 10.000.000 VND.

## Chi tiết trận đấu
| Hà Nội FC               | 2–0      | Becamex Bình Dương |
| ----------------------- | -------- | ------------------ |
| Hoàng Vũ Samson 9', 62' | Chi tiết |                    |

| Hà Nội FC | Becamex Bình Dương FC |

| GK               | 30 | Nguyễn Văn Công          |         |     |
| RB               | 29 | Ngân Văn Đại             |         |     |
| CB               | 14 | Brandon Marquee McDonald |         |     |
| CB               | 16 | Nguyễn Thành Chung       |         | 72' |
| LB               | 4  | Nguyễn Văn Dũng          |         |     |
| CM               | 15 | Phạm Đức Huy             |         |     |
| CM               | 98 | Hồ Minh Dĩ               |         | 54' |
| CM               | 74 | Trương Văn Thái Quý      |         |     |
| LM               | 11 | Phạm Thành Lương (c)     |         | 60' |
| CF               | 20 | Pape Omar Faye           |         |     |
| CF               | 39 | Hoàng Vũ Samson          | 9', 62' |     |
| Dự bị:           |    |                          |         |     |
| GK               | 33 | Phí Minh Long            |         |     |
| DF               | 5  | Đoàn Văn Hậu             |         | 72' |
| DF               | 6  | Đậu Văn Toàn             |         |     |
| DF               | 13 | Trần Văn Kiên            |         |     |
| DF               | 28 | Đỗ Duy Mạnh              |         |     |
| MF               | 88 | Đỗ Hùng Dũng             |         | 54' |
| MF               | 10 | Nguyễn Văn Quyết         |         | 60' |
| MF               | 19 | Nguyễn Quang Hải         |         |     |
| FW               | 90 | Ganiyu Oseni             |         |     |
| Huấn luyện viên: |    |                          |         |     |
| Chu Đình Nghiêm  |    |                          |         |     |

| GK               | 1  | Bùi Tấn Trường (c)       |  |     |
| RB               | 4  | Hồ Tấn Tài               |  |     |
| CB               | 20 | Nguyễn Trung Tín         |  |     |
| CB               | 26 | Veniamin Shumeyko        |  |     |
| LB               | 8  | Nguyễn Anh Tài           |  |     |
| CDM              | 29 | Đinh Hoàng Max           |  | 65' |
| CM               | 28 | Tô Văn Vũ                |  |     |
| CM               | 88 | Ali Rabo                 |  |     |
| RW               | 27 | Hồ Sỹ Giáp               |  |     |
| LW               | 11 | Nguyễn Anh Đức           |  | 54' |
| ST               | 10 | Wander Luiz Queiroz Dias |  |     |
| Dự bị:           |    |                          |  |     |
| GK               | 30 | Phạm Văn Tiến            |  |     |
| GK               | 25 | Trần Đức Cường           |  |     |
| DF               | 5  | Nguyễn Xuân Luân         |  |     |
| DF               | 6  | Võ Hoàng Quãng           |  |     |
| DF               | 15 | Phạm Văn Thuận           |  |     |
| MF               | 7  | Nguyễn Thanh Long        |  |     |
| MF               | 18 | Trần Hữu Đông Triều      |  |     |
| FW               | 24 | Đoàn Tuấn Cảnh           |  | 65' |
| FW               | 9  | Võ Ngọc Tỉnh             |  | 54' |
| Huấn luyện viên: |    |                          |  |     |
| Trần Minh Chiến  |    |                          |  |     |

| Cầu thủ xuất sắc nhất trận: Hoàng Vũ Samson (Hà Nội FC) Các trợ lý trọng tài: Phạm Mạnh Long (trọng tài biên) Trần Duy Khánh (trọng tài biên) Trọng tài bấm giờ: Trương Hồng Vũ (Trọng tài bấm giờ) Phạm Phú Hùng (Giám sát trọng tài) | Điều lệ trận đấu - 90 phút thi đấu chính thức. - Sút luân lưu nếu tỷ số hòa sau hai hiệp chính. - 9 cầu thủ dự bị, thay tối đa là 3 cầu thủ. - Mỗi đội được phép sử dụng ba cầu thủ ngoại binh và 1 cầu thủ gốc nước ngoài nhập tịch. |

### Thông số trận đấu
| Thống kê                   | Hà Nội FC | Becamex Bình Dương FC |
| -------------------------- | --------- | --------------------- |
| Bàn thắng                  | 2         | 0                     |
| Tỷ lệ kiểm soát bóng       | 47%       | 53%                   |
| Số cú sút trúng đích       | 2         | 1                     |
| Số cú sút không trúng đích | 4         | 4                     |
| Phạm lỗi                   | 20        | 12                    |
| Việt vị                    | 5         | 0                     |
| Thẻ vàng                   | 1         | 0                     |
| Thẻ đỏ                     | 0         | 0                     |
| Nguồn tham khảo:Chi tiết   |           |                       |

| Siêu cúp bóng đá Việt Nam năm 2018 Nhà vô địch |
| ---------------------------------------------- |
| Hà Nội FC Vô địch lần thứ hai                  |